# Monochamus foveatus
Monochamus foveatus là một loài bọ cánh cứng trong họ Cerambycidae.